# 黑尾近红鲌
黑尾近红鲌（学名：[Ancherythroculter nigrocauda] 错误：{{Lang}}：文本有斜体标记（帮助））为輻鰭魚綱鯉形目鲤科近红鲌属的鱼类，俗名高肩，是中国的特有物种。分布于重庆市、合川等，多生活于江河的中上层。该物种的模式产地在四川木洞。本魚體呈紡錘狀，背部微隆起，吻部略為上翹，體為銀色，背部顏色較深，尾鰭呈叉形，背鰭三角形，側線明顯，體長可達24.6公分。

## 扩展阅读
維基物種上的相關：黑尾近红鲌